# فرودگاه کاناواتا
فرودگاه کاناواتا (به انگلیسی: Kanawata Aeroparc) یک فرودگاه خصوصی است که یک باند فرود ماسه و شن دارد و طول باند آن ۹۱۴ متر است. این فرودگاه در کشور کانادا قرار دارد و در ارتفاع ۴۱۱ متری از سطح دریا واقع شده است.